# Tablillas de madera Akhmim
Las tablillas de madera Akhmim, también conocidas como tablillas de madera de el Cairo (Cairo Cat. 25367 y 25368), son dos tablillas de madera de escritura del Antiguo Egipto, que resuelven problemas aritméticos. Cada uno mide alrededor de 460 mm × 250 mm y están cubiertas con yeso. Las tabletas están inscritas en ambos lados. Las inscripciones jeroglíficas de la primera tablilla incluyen una lista de sirvientes, seguida de un texto matemático. El texto está fechado en el año 38 (al principio se pensó que era del año 28) del reinado de un rey sin nombre. El general que data del Imperio Medio de Egipto temprano combinado con el año del alto reinado sugiere que las tablas pueden datar del reinado  en la Dinastía XII de Egipto del faraón Sesostris I, ca. 1950 a. C. La segunda tablilla también enumera varios servidores y contiene más textos matemáticos.
Las tablillas se encuentran actualmente en el Museo de Antigüedades Egipcias de El Cairo. El texto fue informado por Daressy en 1901 y luego analizado y publicado en 1906.
La primera mitad de la tableta detalla cinco multiplicaciones de un heqat, una unidad de volumen compuesta por 64 dja, por 1/3, 1/7, 1/10, 1/11 y 1/13. Las respuestas se escribieron en cocientes binarios del Ojo de Horus y residuos de fracciones egipcias exactas, escaladas a un factor de 1/320 llamado ro. La segunda mitad del documento demuestra la exactitud de las respuestas de cinco divisiones multiplicando el cociente de dos partes y la respuesta restante por su dividendo respectivo (3, 7, 10, 11 y 13) que devolvió la unidad ab initio hekat, 64/64.
En 2002, Hana Vymazalová obtuvo una copia nueva del texto del Museo de El Cairo y confirmó que el escriba verificó correctamente la precisión de las cinco respuestas en dos partes que arrojó una unidad hekat de 64/64. En este momento se corrigieron pequeños errores tipográficos en la copia de Daressy de dos problemas, la división entre 11 y 13 datos. La prueba de que las cinco divisiones habían sido exactas fue sospechada por Daressy, pero no fue probada hasta 1906.

## Contenido matemático

### Caso de 1/3
El primer problema divide 1 hekat escribiéndolo como
{\displaystyle 1/2+1/4+1/8+1/16+1/32+1/64} + (5 ro) (que es igual a 1) y dividir esa expresión por 3.
- El escriba primero divide el resto de 5 ro entre 3, y determina que es igual a (1 + 2/3) ro.
- A continuación, el escriba encuentra 1/3 del resto de la ecuación y determina que es igual a {\displaystyle 1/4+1/16+1/64}.
- El último paso del problema consiste en comprobar que la respuesta es correcta. El escriba multiplica {\displaystyle 1/4+1/16+1/64+(1+2/3)ro} por 3 y muestra que la respuesta es (1/2 + 1/4 + 1/8 + 1/16 + 1/32 + 1/64) + (5 ro), que sabe que es igual a 1.

En notación matemática moderna, se podría decir que el escriba mostró que 3 veces la fracción hekat (1/4 + 1/16 + 1/64) es igual a 63/64, y que 3 veces la parte restante, (1 + 2/3) ro, es igual a 5 ro, que es igual a 1/64 de un hekat, que suma la unidad inicial del hekat (64/64).

### Otras fracciones
Los otros problemas en las tabletas se calcularon mediante la misma técnica. El escriba usó la identidad 1 hekat = 320 ro y dividió 64 entre 7, 10, 11 y 13. Por ejemplo, en el cálculo 1/11, la división de 64 entre 11 dio 5 con un resto 45/11 ro. Esto fue equivalente a (1/16 + 1/64) hekat + (4 + 1/11) ro. Para verificar el trabajo el escriba multiplicó el número de dos partes por 11 y mostró el resultado 63/64 + 1/64 = 64/64, como informaron las cinco pruebas.

### Exactitud
Los cálculos muestran varios errores menores. Por ejemplo, en los cálculos de 1/7, se indica que {\displaystyle 2\times 7} es 12 y el doble de ese 24 en todas las copias del problema. El error se produce exactamente en el mismo lugar en cada una de las versiones de este problema, pero el escriba logra encontrar la respuesta correcta a pesar de este error ya que la unidad hekat 64/64 guio su pensamiento. La cuarta copia de la división 1/7 contiene un error menor adicional en una de las líneas.
El cálculo 1/11 ocurre cuatro veces y los problemas aparecen uno al lado del otro, dejando la impresión de que el escriba estaba practicando el procedimiento de cálculo. El cálculo 1/13 aparece una vez en su forma completa y dos veces más con sólo cálculos parciales. Hay errores en los cálculos, pero el escriba encuentra la respuesta correcta. 1/10 es la única fracción que se calcula una sola vez. No hay errores en los cálculos para este problema.

## Problemas de Hekat en otros textos
El Papiro Matemático Rhind (PMR) contenía más de 60 ejemplos de multiplicación y división hekat en RMP 35, 36, 37, 38, 47, 80, 81, 82, 83 y 84. Los problemas eran diferentes ya que la unidad hekat se cambió de la 64/64 binary hekat y ro resto estándar según sea necesario para un segundo estándar 320/320 registrado en declaraciones de 320 ro. Algunos ejemplos incluyen:
- Los problemas 35 a 38 hallan fracciones del hekat. El problema 38 escaló un hekat a 320 ro y lo multiplicó por 7/22. La respuesta 101 9/11 ro fue probada multiplicando por 22/7, hechos no mencionados por Claggett y los eruditos antes de Vymazalova.[6]
- El problema 47 escaló 100 hekat a (6400/64) y multiplicó (6400/64) por 1/10, 1/20, 1/30, 1/40, 1/50, 1/60, 1/70, 1/80 , 1/90 y 1/100 fracciones al cociente binario y 1/1320 (ro) serie de fracción unitaria del resto.
- El problema 80 dio 5 fracciones de ojo de Horus del hekat y fracciones equivalentes como expresiones de otra unidad llamada hinu.[6] Estos no estaban claros antes de Vymazalova. El problema 81 generalmente convirtió el cociente binario unitario hekat y los enunciados del resto ro a unidades equivalentes de 1/10 hinu, dejando claro el significado de los datos de RMP 80.

El Papiro Ebers es un famoso texto médico tardío del Reino Medio. Sus datos brutos fueron escritos en hekat, sugeridas en partes por las tablillas de madera Akhim, manejando divisores mayores de 64.